# Pere Bohigas i Tarragó
Pere Bohigas i Tarragó   (Barcelona, 26 de juny de 1886 - Barcelona, 8 de juny de 1948), fou un periodista i assagista català de formació autodidacta.

## Biografia
Fill de Mercè Tarragó i Joan Bohigas i Andreu, col·laborà al setmanari La Tralla i també a El Poble Català, signant amb el nom de Pere B. Tarragó per a no contrariar més del necessari l'entorn familiar —propietaris d'una confiteria—, que no veia amb bons ulls les inquietuds intel·lectuals i l'orientació política de caràcter catalanista i republicana del seu fill. Home de naturalesa activa i d'interessos plurals, l'ofici periodístic li descobrí la passió per la història de Barcelona i per la del teatre a Catalunya.
El seu tarannà es veié influït probablement per les tesis progressistes del noucentisme, promotores de la modernització i l'avenç social. Fou impulsor de projectes vinculats al turisme, el qual considerava essencial per al desenvolupament del país. En l'àmbit de l'Administració pública municipal, participà en les reformes i millores de polítiques educatives, escèniques i museístiques. Col·laborà de forma activa en l'organització de l'Exposició Internacional de Barcelona del 1929.
L'any 1931, fou nomenat administrador general dels Museus d'Art. Anteriorment, com a funcionari, havia prestat els seus serveis en la secció d'art de la Comissió del Parc i Palaus de Montjuïc. En el nou càrrec a les ordres de la Junta de Museus, va treballar en la reorganització dels museus de Barcelona amb Joaquim Folch i Torres, una de les conseqüències de la qual seria la instal·lació del Museu d'Art de Catalunya al Palau de Montjuïc. El 1937 fou enviat a Olot per a custodiar els fons artístics que s'hi traslladarien amb la finalitat de salvaguardar-los del contingent, on es quedà fins l'arribada de les tropes franquistes. Acabada la guerra, fou depurat i sancionat pel règim durant dos anys.
Publicà diversos articles sobre temes artístics i museístics al Butlletí dels Museus d'Art de Barcelona, impulsat per la Junta de Museus. Entre la seva bibliografia destaquen estudis sobre institucions, edificis i monuments de Barcelona, exemples dels quals són la monografia El Palacio de la Excma. Diputación de Barcelona (1929), Guía de Archivos, Museos y demás entidades análogas de Barcelona (1930), i Exposició Internacional del Moble i la Decoració d'interiors de 1923 (1930). Altres treballs destacats dels quals fou autor però que no foren publicats són «Rememoraciones barcelonesas. Lápidas, decoraciones plásticas, efígies, estatuas, monumentos» (1936, del qual es conserven dos exemplars a la Biblioteca de la Facultat de Biblioteconomia i Documentació de la Universitat de Barcelona), on recollia dades exhaustives d'aquest patrimoni urbà, i una biografia sobre Carles Pirozzini i Martí (1947). És autor també de Historia de la Galería de Catalanes Ilustres (1948).
Després de la Guerra Civil, Bohigas col·laborà amb Xavier de Salas en l'edició dels Anales y Boletín de los Museos de Arte de Barcelona, una continuació de l'antic Butlletí dels Museus afí als temps que corrien. En aquesta col·lecció periòdica Bohigas publicà Apuntes para la historia de las Exposiciones Oficiales de Arte en Barcelona (1945), una sèrie de quatre articles que revisaven la història dels esdeveniments expositius oficials a la ciutat des del 1786 fins al 1929. També hi publicà «Contribución a la biografia de Flaugier» (1944), «Resumen histórico de los Museos de Arte de Barcelona» (1946) i «Joaquim Borralleras y Grau» (1947).
Fou secretari de l'Institut del Teatre des que es fundà el 1913 fins a la seva mort (1948), succeïda als seixanta-dos anys durant un acte d'homenatge i reconeixement que li dedicava la institució per la seva tasca. D'entre les seves publicacions sobre el món teatral mereix especial atenció Las compañías dramáticas extranjeras en Barcelona (Barcelona, Diputación de Barcelona / Instituto del Teatro, 1946). En el moment de la seva mort era administrador general dels museus d'art i director de la revista de turisme Barcelona Atracción.
El seu fill era l'arquitecte Oriol Bohigas i Guardiola.